# 民主党 (1912年中国)
民主党是中华民国初年的一个政党。1912年中华民国临时参议院内，经合并改组，出现了两大政党——以宋教仁为首的国民党和以黎元洪为首的共和党。汤化龙、梁启超、林长民等力图组织一个与之鼎立的第三大党，推举梁启超为党魁。
1912年8月27日，由共和建设讨论会、中华共和促进会、国民协会、共和统一党、共和俱进会、国民新政社等政团在北京合并成立民主党。汤化龙任党干事长，马良、陈昭常、谢远涵等为干事，后推举梁启超为领袖。其成员主体原属君主立宪派。其政纲是“普及政治教育，拥护法赋自由，建设强国政府，综核行政改革，调和社会利益”等。
1913年5月，与共和党、统一党等合并为进步党，成为第一届国会对抗国民党的第二大党。

## 后世影响
据台湾民主进步党创党元老朱高正（现已退党）曾于中天电视夜问打权节目中介绍，民主进步党的名字来源即为由他本人所提出的参考民国初年与國民黨所对抗之民主党及其后与其他党派合并成的进步党之合称。